# Philaeus superciliosus
Philaeus superciliosus is een spinnensoort in de taxonomische indeling van de springspinnen (Salticidae).
Het dier behoort tot het geslacht Philaeus. De wetenschappelijke naam van de soort werd voor het eerst geldig gepubliceerd in 1883 door Philip Bertkau.